# Michael Carrera
Michael Alberto Carrera Gamboa (Anzoátegui, 7 gennaio 1993) è un cestista venezuelano.

## Carriera
Con il Venezuela ha disputato i Campionati mondiali del 2019.

## Palmarès

### Squadra
- Eurocup: 1

Gran Canaria: 2022-23
- Campionato venezuelano: 1

Gladiadores de Anzoategui: 2023

### Individuale
- MVP Liga LEB Oro: 1

Força Lleida: 2022-2023